# خالد بن خلیفه بن عبدالعزیز آل ثانی
خالد بن خلیفه بن عبدالعزیز آل ثانی (زاده ۱۹۶۸) سیاست مدار اهل قطر است. او در تاریخ ۲۸ ژانویه ۲۰۲۰ به مقام نخست‌وزیری قطر منصوب شد و تا ۷ مارس ۲۰۲۳ در این سمت باقی ماند.